# Одед (бригада)
Бригада Одед- (ивр. חטיבת עודד‎) также известная как 9-я бригада в арабо-израильской войне 1948 года

## История
Израильская пехотная бригада, одна из десяти бригад, сформированных Хаганой (предшественницей израильских сил обороны). Штаб-квартира располагалась в Иерусалиме. Это было  разношерстное военное подразделение, состоящее в основном из ополченцев и других групп обороны.
Арабо-израильская война
Плохо оснащённая  бригада защищала Аль-Малькию в июне 1948 года, заменив бригаду Ифтах, когда ливанская армия атаковала. Бригада Одед пришлось уйти после 10 часов боя.
В июле 1948 года бригада двинулась на захват арабских деревень Малха и Эйн-Керем при поддержке Легия[уточнить] и Иргуна с целью соединения с бригадой "Харель" и захвата железной дороги Тель-Авив-Иерусалим. Бои были очень ограничены.
Бригада присоединила к ней "подразделение меньшинств", состоящее из числа бедуинов и черкесов, дезертировавших из арабской освободительной армии.  Бен Данкельман говорит, что бригада играла в основном отвлекающую роль в операции "Хирам". Бригада также приняла участие в операции Йоав в октябре 1948 года, которая открыла дорогу в Негев.
Участвуя в Синайской кампании против Египта, 6 ноября 1956 года бригада провела в Шарм-эш-Шейхе «собрание победителей».